# Coux-et-Bigaroque
Pour les articles homonymes, voir Coux.
Coux-et-Bigaroque [kuks e bigaʁɔk] (nom officiel), ou Le Coux-et-Bigaroque (appellation locale), est une ancienne commune française située dans le département de la Dordogne, en région Nouvelle-Aquitaine.
En 1825 les communes de Le Coux et Bigaroque fusionnent pour former Coux-et-Bigaroque.
Au 1er janvier 2016, elle fusionne avec Mouzens et devient commune déléguée au sein de la commune nouvelle de Coux et Bigaroque-Mouzens.

## Géographie
La commune est implantée dans le Périgord noir sur les rives de la Dordogne.

### Communes limitrophes
En 2015, année précédant la création de la commune nouvelle de Coux et Bigaroque-Mouzens, Coux-et-Bigaroque était limitrophe de sept autres communes, dont Saint-Cyprien au nord-est, par un simple quadripoint, et Audrix au nord sur moins de 300 mètres.
| Saint-Chamassy        | Audrix — Campagne  | Saint-Cyprien |
| Le Buisson-de-Cadouin | Coux-et-Bigaroque  | Mouzens       |
|                       | Siorac-en-Périgord |               |

## Urbanisme

### Prévention des risques
À l'intérieur du département de la Dordogne, un plan de prévention du risque inondation (PPRI) a été approuvé en 2011 pour la Dordogne amont et ses rives, qui concerne donc la zone basse du territoire de Coux-et-Bigaroque,.

### Villages, hameaux et lieux-dits
Outre le bourg de Coux-et-Bigaroque proprement dit, la commune se compose d'autres villages ou hameaux, ainsi que de lieux-dits :
- l'Albarède
- le Balestier
- Bas-Saint-Georges
- Bigaroque
- la Bistourgue
- la Borie Basse
- les Bories
- la Bouriette
- Braguel
- les Brandes
- les Bretoux
- les Brouillatoux
- le Bru
- la Brunie
- Buffevent
- les Cabanes
- la Carral
- la Carrière
- Castang
- la Cave Basse
- la Cave Haute
- Cazenac
- le Chai
- le Chalet
- le Clapier
- Clos du Rouquet
- le Cluzel
- la Combe
- les Combels
- les Constancies
- la Côte de Redouline
- les Courrèges
- le Coustal
- la Croix de Cazenac
- la Croix de Sirey
- la Crose
- Étangs du Bos
- Eybral
- la Faval
- la Fontaine d'Amour
- la Fontaine du Roc
- les Fontanilles
- le Garrissal
- la Geneste
- le Grand Bos
- le Grand Îlot
- les Grands Champs
- l'Île du Milieu
- les Îles du Large
- l'Île d'Abzac
- Ladière
- Lagrave
- Lamillal
- Lanceplaine
- Langle
- Lionnetat
- la Maison Neuve
- Martelou
- la Métairie Neuve
- Meynard
- le Moulin du Roc
- le Pech
- la Planquette
- la Pomarède
- Port-Muzard
- le Pradal
- la Praderie
- Redouline
- Saint-Georges
- Salibourne
- les Séveilles
- le Single
- le Suquet
- les Termes
- le Trouillol
- les Tyssanderies
- les Valades
- la Viguerie.

## Toponymie

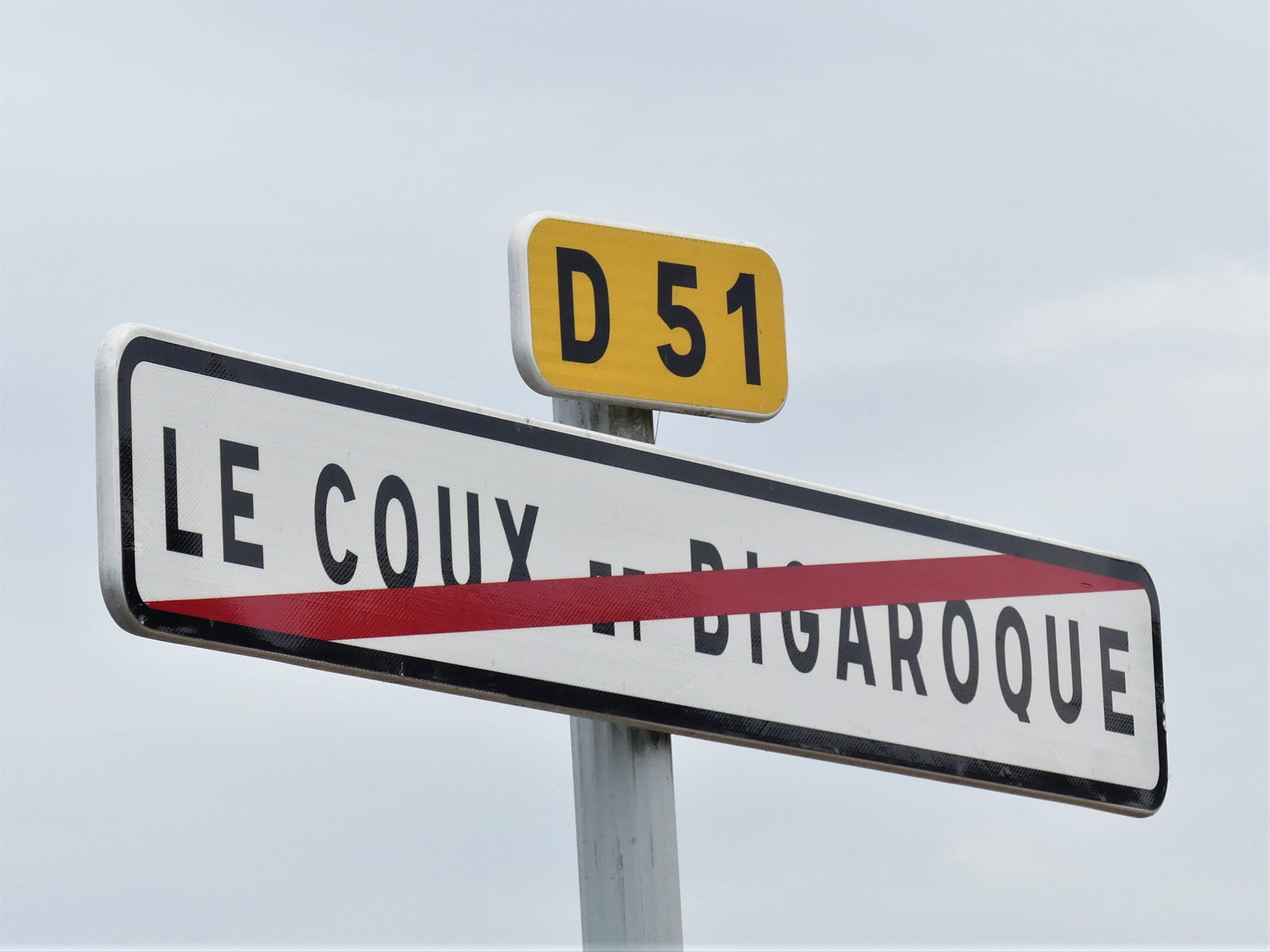
Panneau de sortie du bourg de Coux-et-Bigaroque.

L'appellation officielle de la commune est « Coux-et-Bigaroque » mais localement, elle est appelée « Le Coux-et-Bigaroque », car initialement, Bigaroque avait fusionné en 1825 avec Le Coux.
En occitan, la commune porte le nom Lo Cos e Bigaròca.

## Histoire
La châtellenie de Bigaroque appartenait aux archevêques de Bordeaux. Ils devaient posséder la châtellenie en franc-alleu jusqu'en 1609, quand l'archevêque de Bordeaux fit hommage au roi de France des seigneuries de Belvès, Bigaroque, Couze, Mauzac et Milhac. La possession de la châtellenie de Bigaroque donnait des droits sur le monastère de Saint-Cyprien. Le castrum de Bigaroque est détruit en 1415
Au XVIIe siècle, sur le territoire de l'actuelle commune se comptaient une vingtaine de demeures nobles, résidences souvent secondaires, de seigneurs de la région. La multiplicité et la variété des sites permettaient une implantation de défense, de surveillance et d’agrément. Certaines de ces demeures existent toujours : Salibourne, le Suquet, la Pomarède, la Carrière haute, les Bretoux, Lamillal, Cazenac, la Viguerie, les Constancies…
À la fin du XVIIIe siècle, la commune s'appelait Le Coux avant de devenir Coux au début du XIXe siècle. Les communes de Bigaroque et de Coux ont été réunies en une seule, Coux-et-Bigaroque, par ordonnance du 23 septembre 1825.
Au 1er janvier 2016, Coux-et-Bigaroque fusionne avec Mouzens pour former la commune nouvelle de Coux et Bigaroque-Mouzens dont la création a été entérinée par l'arrêté du 21 décembre 2015, entraînant la transformation des deux anciennes communes en communes déléguées.
Celles-ci sont supprimées en date du 1er janvier 2020.

## Politique et administration

### Administration municipale
La population de la commune étant comprise entre 500 et 1 499 habitants au recensement de 2011, quinze conseillers municipaux ont été élus en 2014,. Ceux-ci sont membres d'office du  conseil municipal de la commune nouvelle de Coux et Bigaroque-Mouzens, jusqu'au renouvellement des conseils municipaux français de 2020.

### Liste des maires puis des maires délégués
| Période                                  | Période       | Identité         | Étiquette    | Qualité                                                                                     |
| ---------------------------------------- | ------------- | ---------------- | ------------ | ------------------------------------------------------------------------------------------- |
| Les données manquantes sont à compléter. |               |                  |              |                                                                                             |
|                                          |               |                  |              |                                                                                             |
| juin 1995                                | décembre 2015 | Michel Rafalovic | DVD puis UMP | Retraité de l'armée Président de la CC Vallée de la Dordogne et Forêt Bessède (depuis 2014) |

| Période      | Période       | Identité         | Étiquette | Qualité |
| ------------ | ------------- | ---------------- | --------- | ------- |
| janvier 2016 | décembre 2019 | Michel Rafalovic |           |         |

### Politique de développement durable
La commune a engagé une politique de développement durable en lançant une démarche d'Agenda 21 en 2008. Elle a acquis le label « Notre village - terre d'avenir » dans le cadre de l'Agenda 21.

### Jumelages

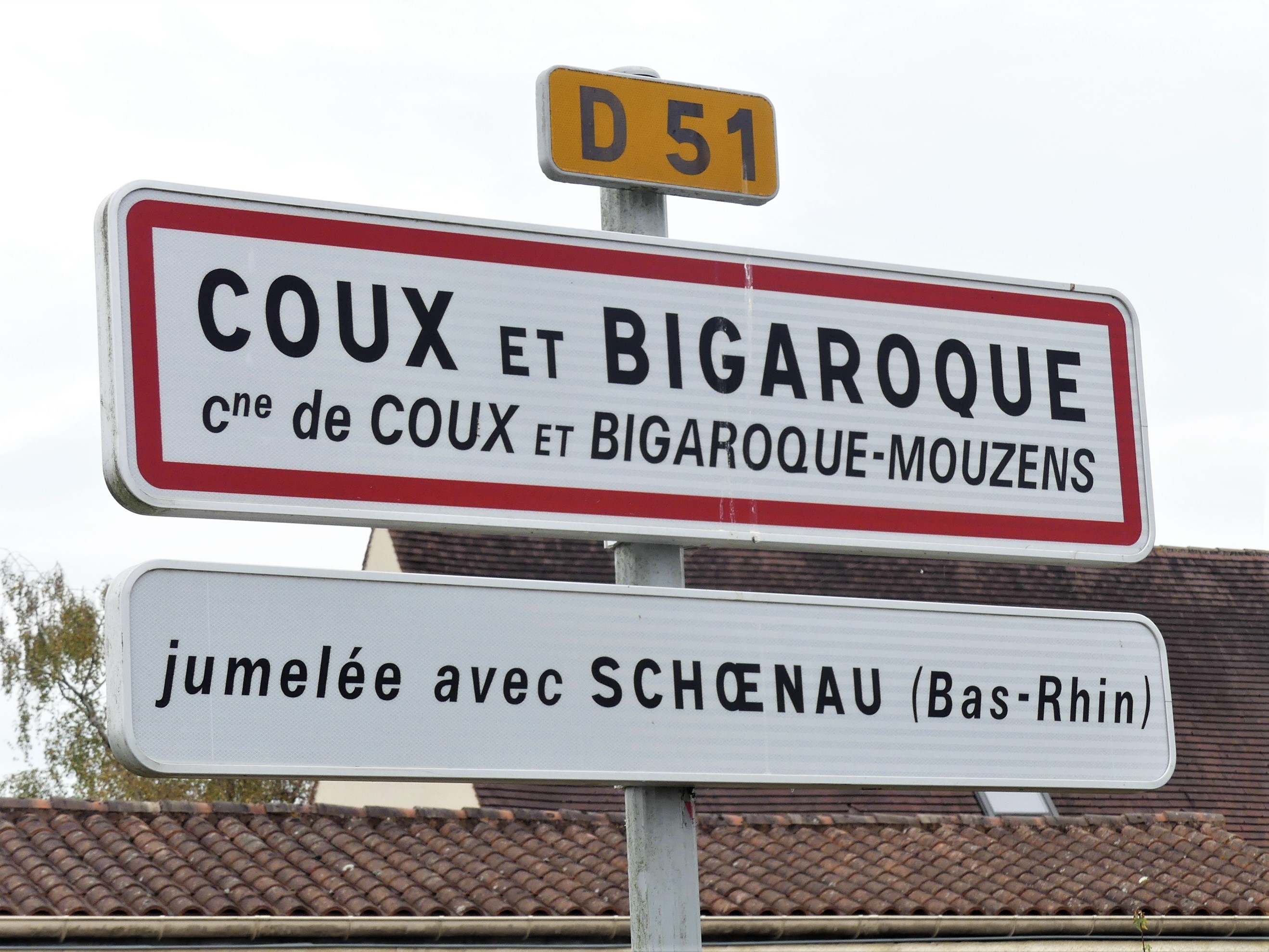
Panneau de jumelage de Coux-et-Bigaroque.

Schœnau (France) (Bas-Rhin)

## Démographie
Les habitants de Coux-et-Bigaroque se nomment les Couxois,.

### Démographie de Bigaroque
Jusqu'en 1825, les communes de Coux et de Bigaroque étaient indépendantes.
| 1793 | 1800 | 1806 | 1821 |
| ---- | ---- | ---- | ---- |
| 108  | 100  | 109  | 117  |

### Démographie de Coux, puis de Coux-et-Bigaroque
En 2015, dernière année en tant que commune indépendante, Coux-et-Bigaroque comptait 987 habitants. À partir du XXIe siècle, les recensements des communes de moins de 10 000 habitants ont lieu tous les cinq ans (2007, 2012 pour Coux-et-Bigaroque). Depuis 2006, les autres dates correspondent à des estimations légales.
Au 1er janvier 2017, la commune déléguée de Coux-et-Bigaroque compte 987 habitants.
| 1793  | 1800  | 1806  | 1821  | 1831  | 1836  | 1841  | 1846  | 1851  |
| ----- | ----- | ----- | ----- | ----- | ----- | ----- | ----- | ----- |
| 1 400 | 1 279 | 1 290 | 1 253 | 1 583 | 1 527 | 1 439 | 1 709 | 1 756 |

| 1856  | 1861  | 1866  | 1872  | 1876  | 1881  | 1886  | 1891  | 1896  |
| ----- | ----- | ----- | ----- | ----- | ----- | ----- | ----- | ----- |
| 1 674 | 1 749 | 1 746 | 1 658 | 1 615 | 1 693 | 1 602 | 1 571 | 1 544 |

| 1901  | 1906  | 1911  | 1921  | 1926  | 1931 | 1936 | 1946 | 1954 |
| ----- | ----- | ----- | ----- | ----- | ---- | ---- | ---- | ---- |
| 1 535 | 1 523 | 1 509 | 1 122 | 1 052 | 958  | 946  | 880  | 836  |

| 1962 | 1968 | 1975 | 1982 | 1990 | 1999 | 2007 | 2012 | 2015 |
| ---- | ---- | ---- | ---- | ---- | ---- | ---- | ---- | ---- |
| 766  | 739  | 649  | 720  | 708  | 818  | 944  | 977  | 987  |

## Économie
Les données économiques de Coux-et-Bigaroque sont incluses dans celles de la commune nouvelle de Coux et Bigaroque-Mouzens.

## Culture locale et patrimoine

### Lieux et monuments
- L'église Saint-Martin du Coux[22] : sa façade a conservé un décor sculpté datant du XIIe siècle.
- L'église Saint-Jean de Bigaroque[22] du XIVe siècle.
- Maisons nobles et châteaux (privés) :
  - château de Bigaroque ;
  - château de Cazenac ;
  - manoir les Bretoux ;
  - manoir la Carrière ;
  - manoir les Constancies ;
  - manoir de Salibourne ;
  - manoir le Suquet ;
  - chartreuse de la Milhale.
- Pêcherie de Bigaroque, cale de Port Muzard.
- Lavoir, fontaines, four à pain, cabanes en pierre sèche, pigeonniers.

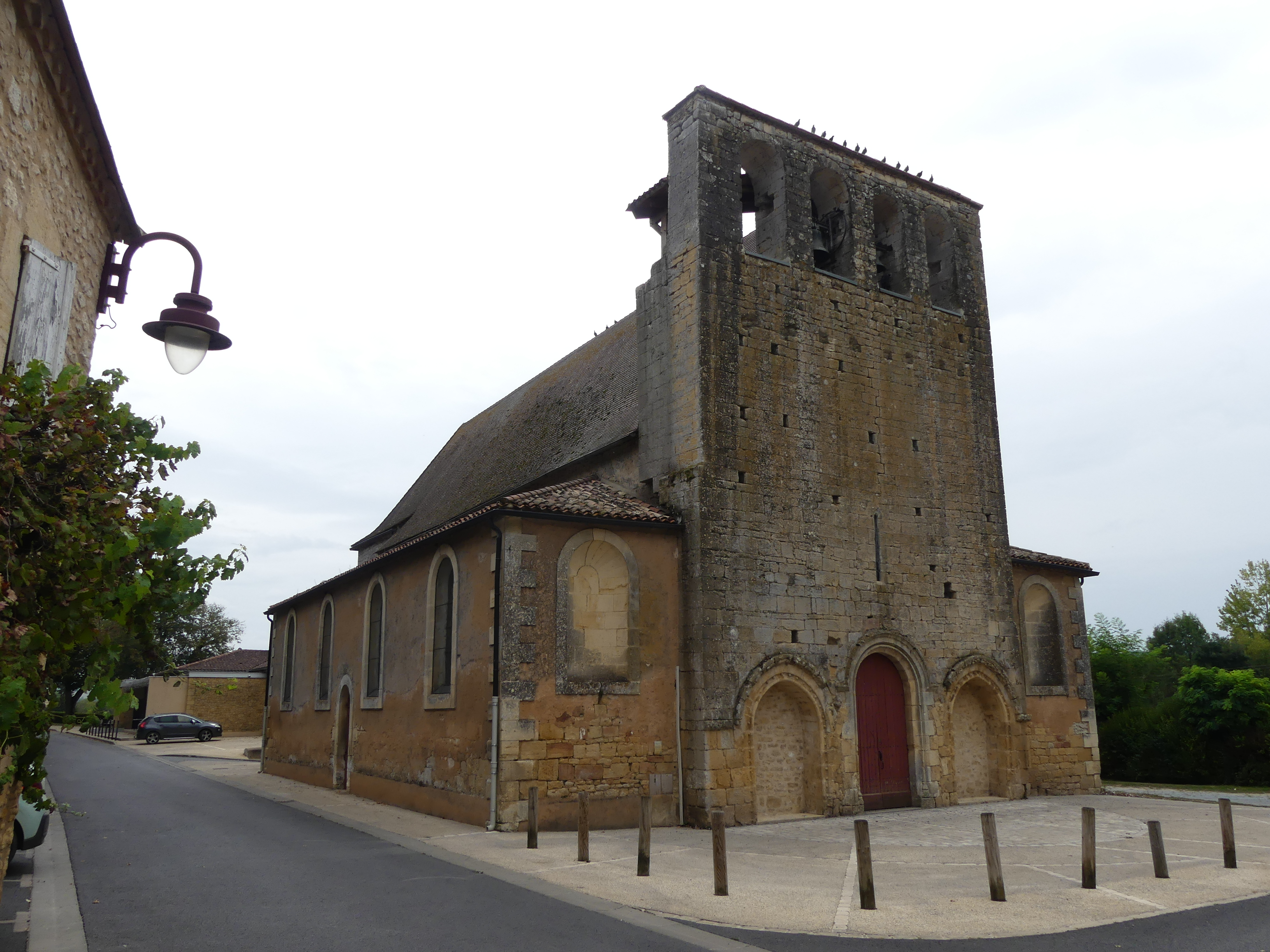
L'église Saint-Martin du Coux.
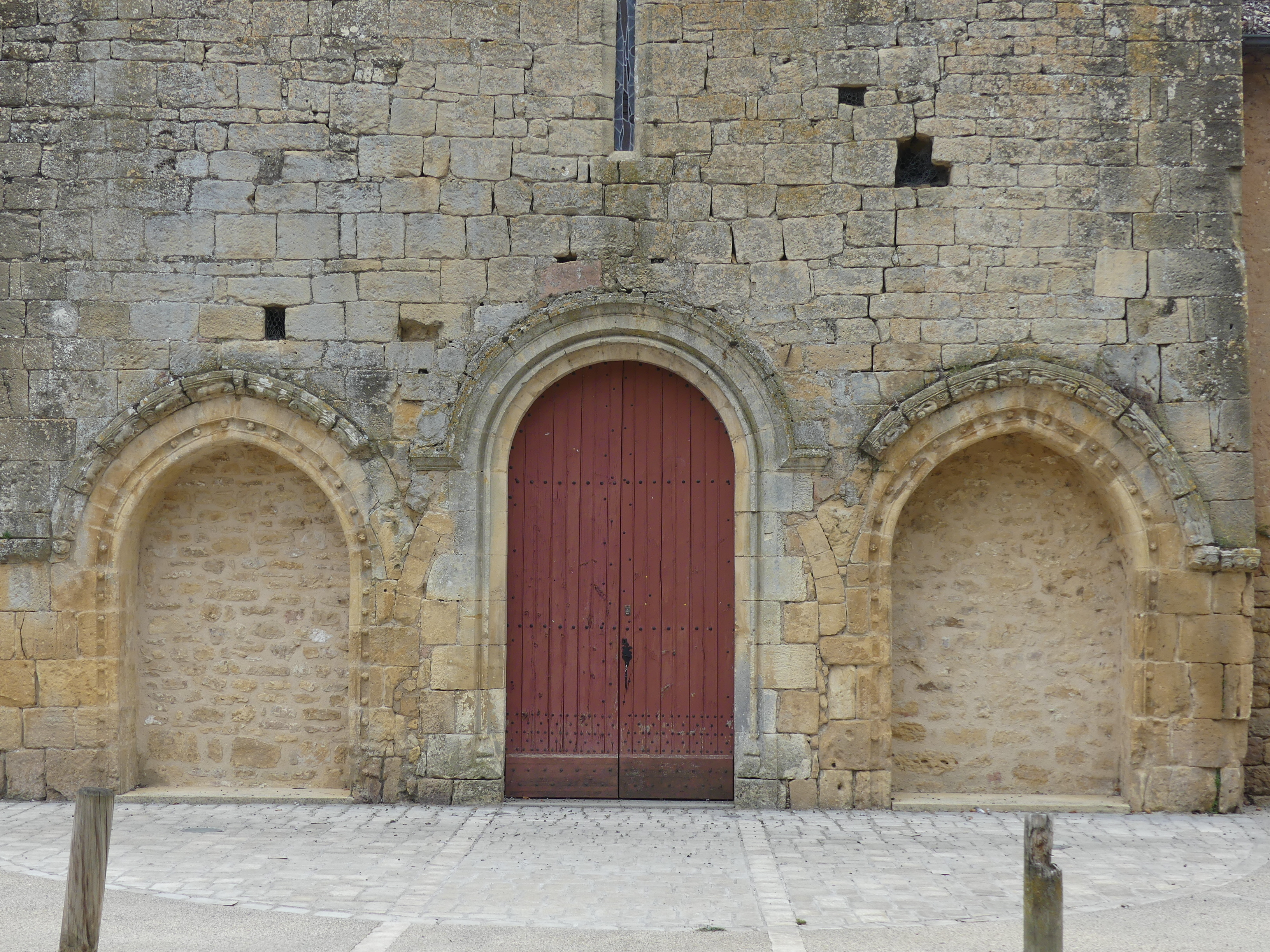
Son portail.
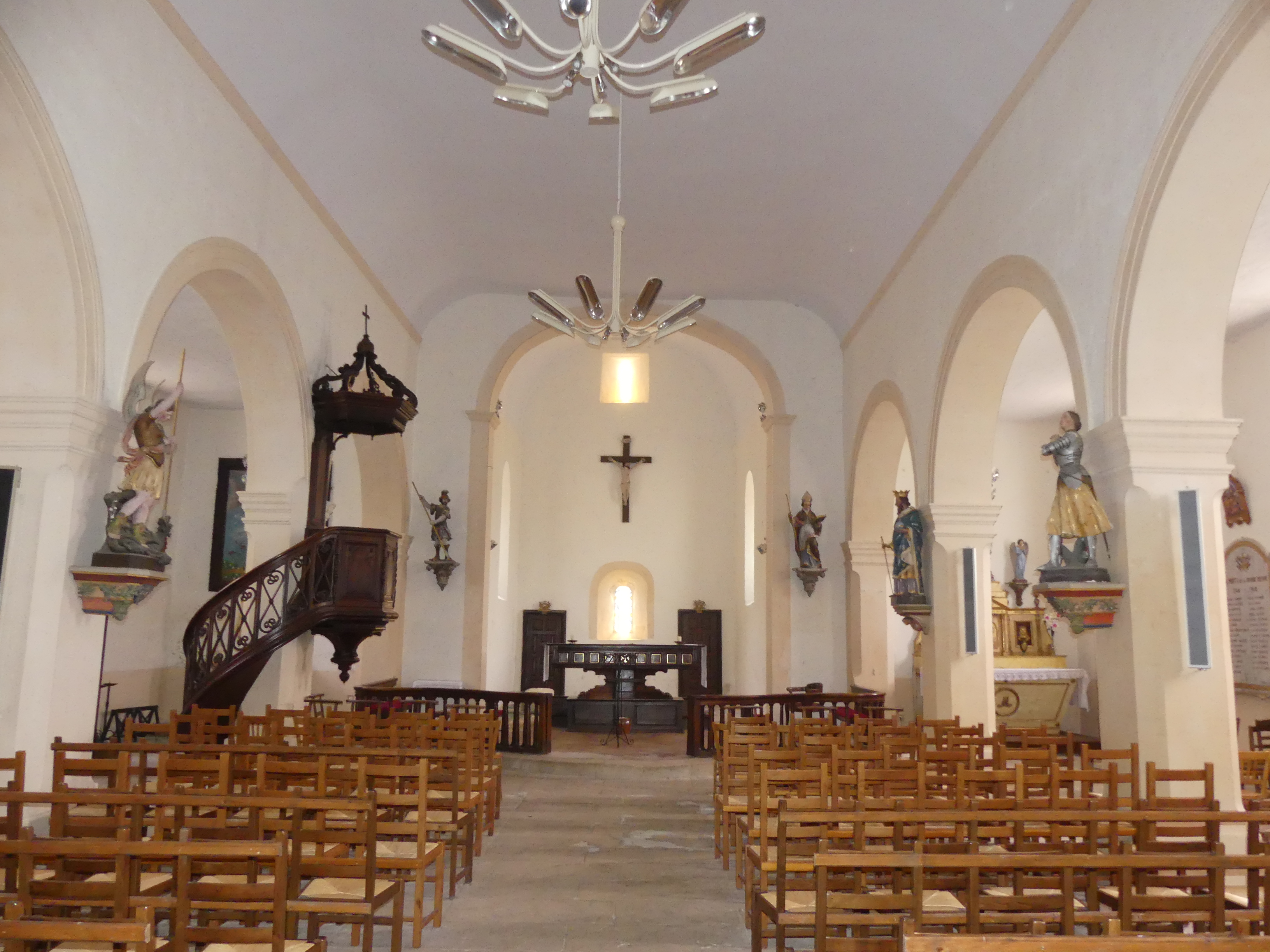
Sa nef.
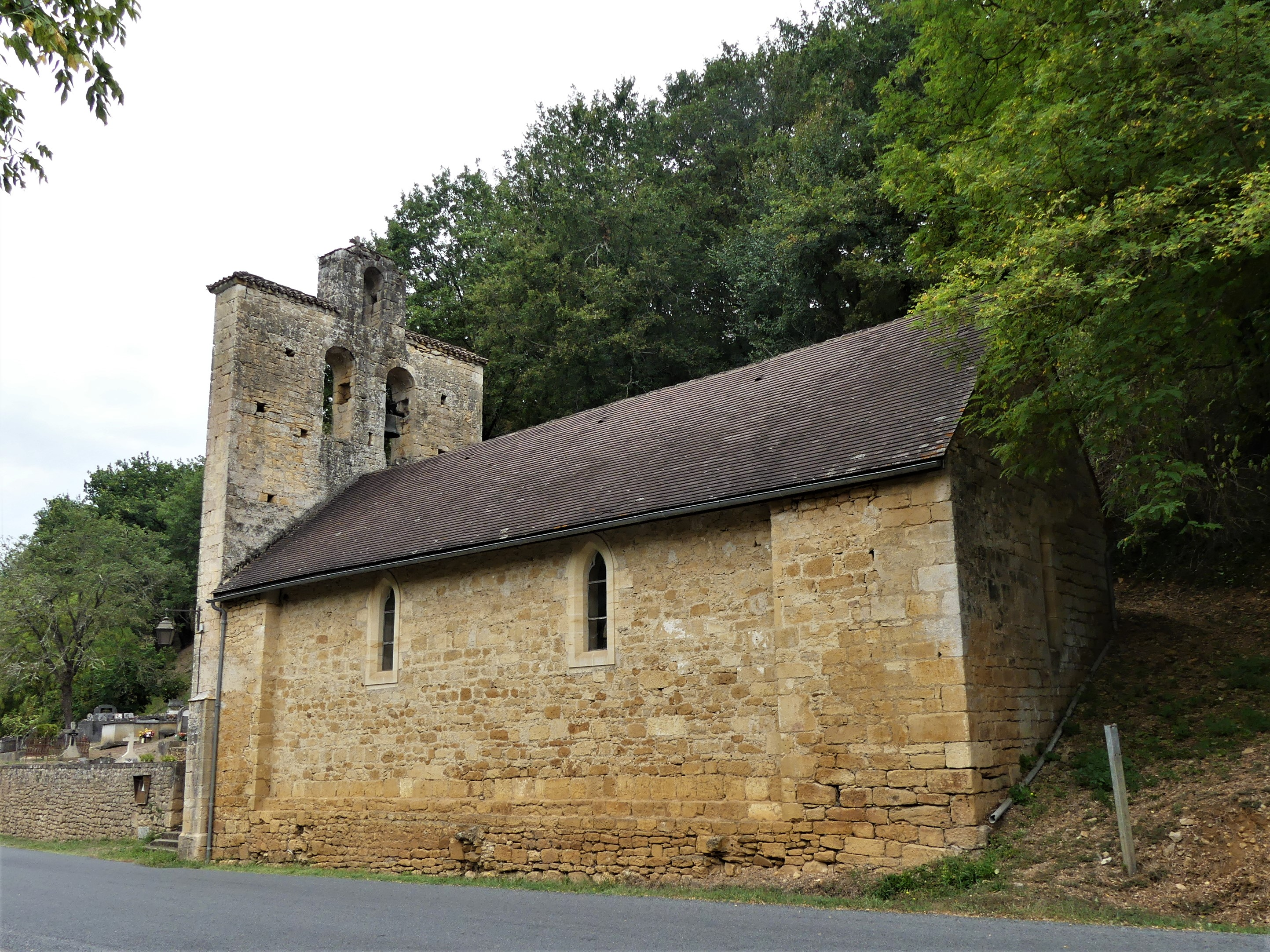
L'église Saint-Jean de Bigaroque.
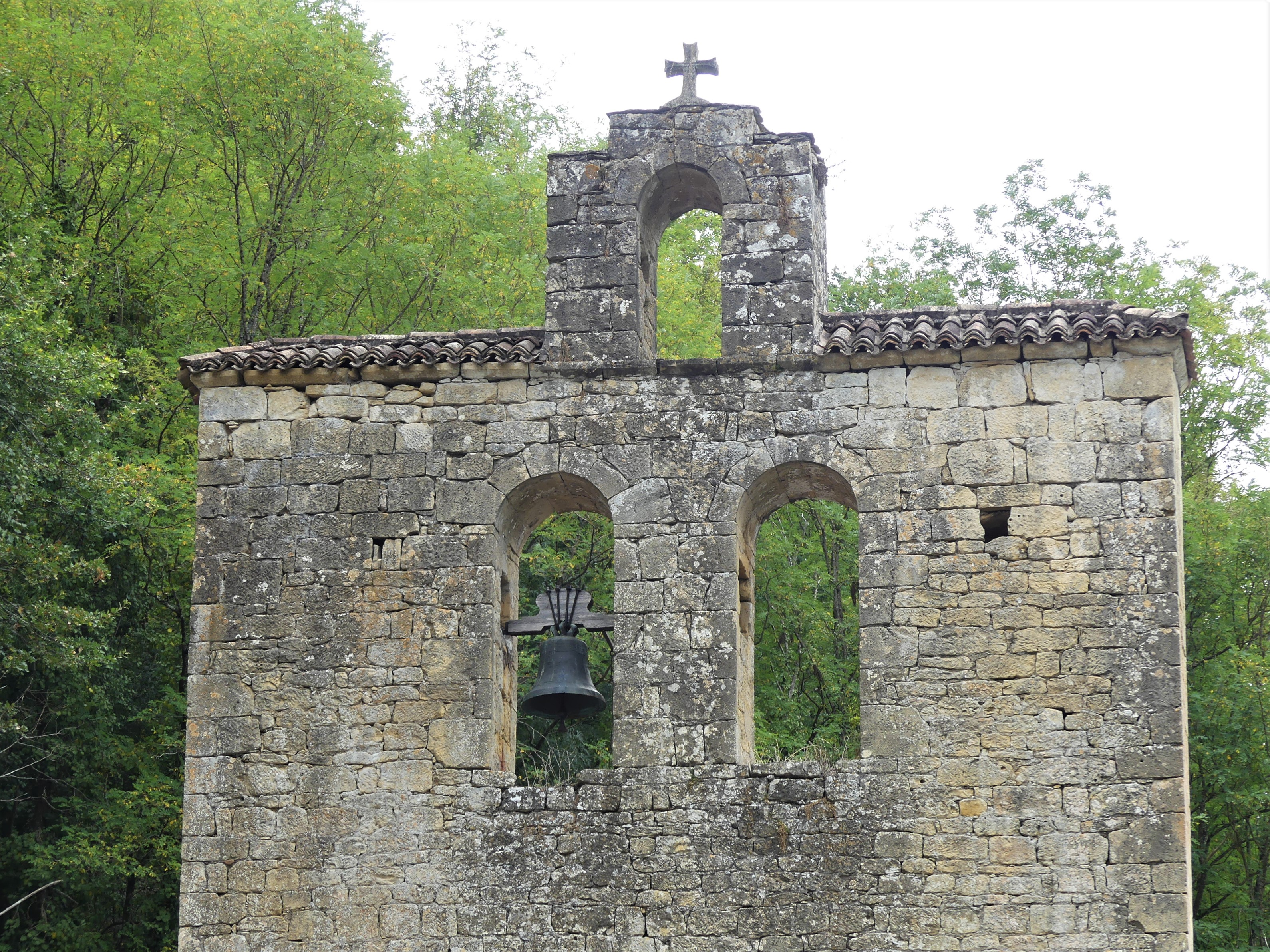
Son clocher-mur.

### Personnalités liées à la commune
- Jean-Baptiste Charles d'Abzac de La Douze de Cazenac (1754-1794), né au château de Cazenac, officier du Royal-Italien qui a fait la guerre d'Indépendance américaine, condamné à mort comme émigré et guillotiné à Agen le 16 avril 1794[23].
- Joseph-Henri Lasserre de Monzie (1828-1900), journaliste et écrivain, mort au Coux, le 22 juillet 1900[24].
- Pascale de Boysson (1922-2002) : comédienne qui créa en 1961 avec Laurent Terzieff la compagnie théâtrale qui porte le nom de ce dernier ; elle repose dans le caveau familial du cimetière[24].
- L'ancien Président du groupe socialiste au Sénat, Claude Estier, avait une résidence dans le village.

### Héraldique
| Blason de Coux-et-Bigaroque | Blason  | D'argent à la barre réduite de sinople chargée des inscriptions d'argent «D'AISSI E D'ALAY» et «D'ANTAN O DONMAN», accompagnée en chef d'une croix cléchée et pommetée de douze pièces d'or, remplie de gueules et, en pointe, d'une noix, d'or, d'une branche de sinople et d'une barque de sable sur des ondes alésées d'azur, le tout rangé en barre. Devise'D'aissí e d'alay, d'antan o donman, signifie en occitan "D'ici à là, d'autrefois à demain". |
| Blason de Coux-et-Bigaroque | Détails | Le statut officiel du blason reste à déterminer. |